# 美鐵巴士
美鐵巴士（英語：Amtrak Thruway Bus）是美國國鐵的巴士運輸系統，可將乘客與美鐵列車未服務的區域連接起來。在大多數情況下，這些都是專門的長途汽車路線，但也可以是由灰狗、公交巴士、貨車、出租車、渡輪和通勤鐵路列車等運營的非專用的城際巴士線路。
火車和高速公路車票通常是一起從美鐵處購買的，適用於乘客的整個旅程，並且安排了連接的時間以保證兩種服務之間的換乘。 
當正常的鐵路服務遇到中斷時，美鐵會建立臨時高速公路汽車服務。

## 外部連結
- Transit Unlimited Profile （页面存档备份，存于）

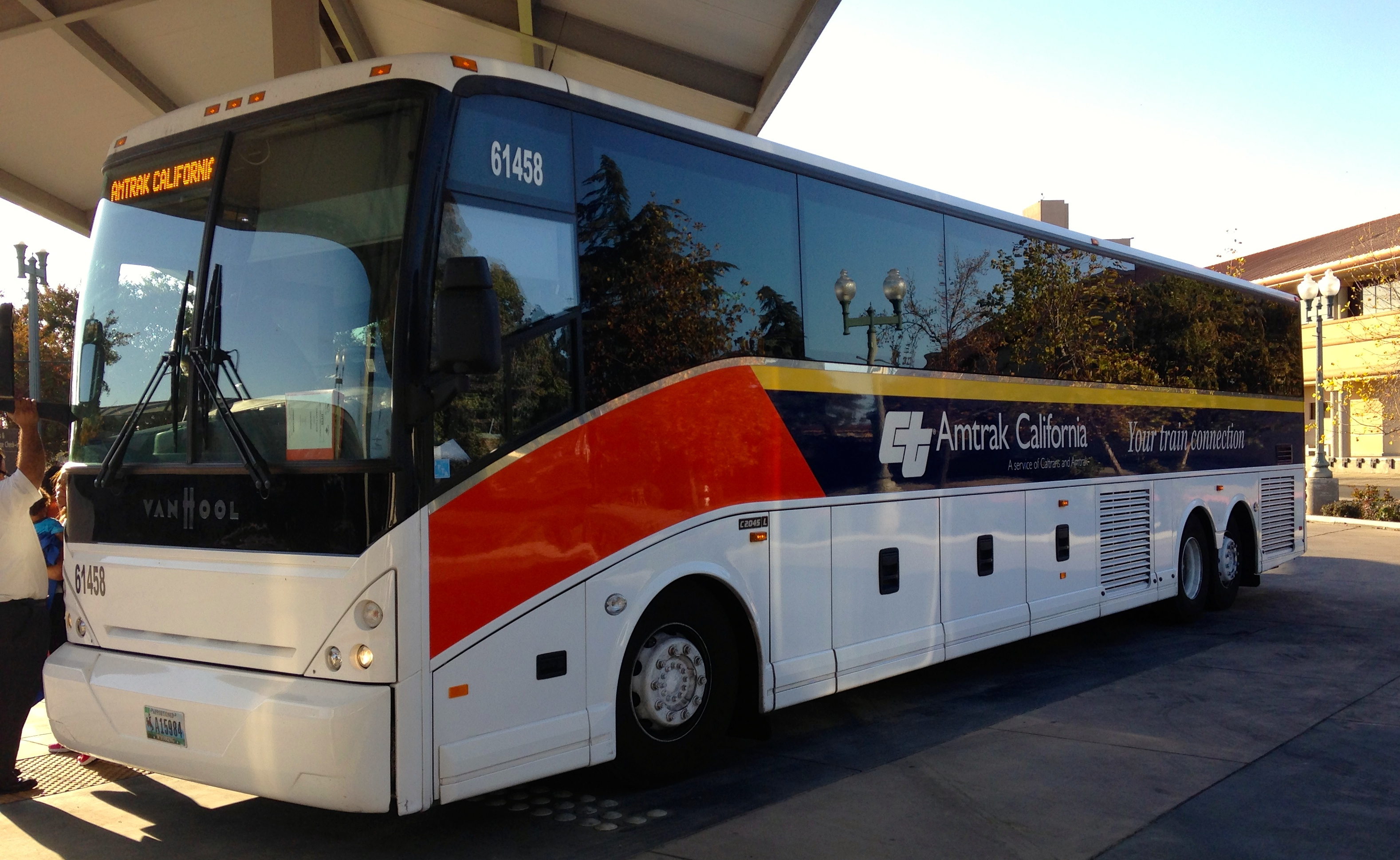
美鐵巴士的Van Hool C2045L大巴停靠在貝克斯菲爾德的車站

- Amtrak Thruway Connecting Services （页面存档备份，存于）